# Vikersundbakken

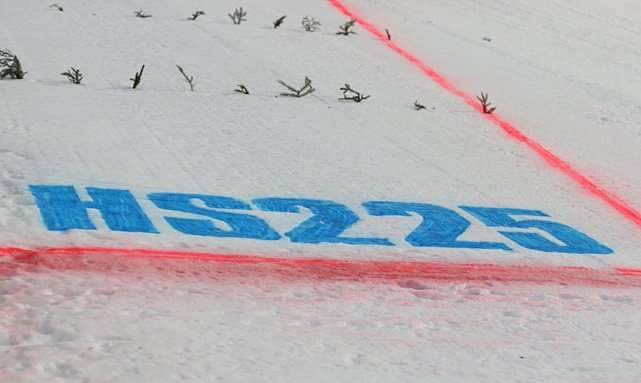
Zaznaczony były punkt HS na zeskoku (obecnie umieszczony na 240 metrze)

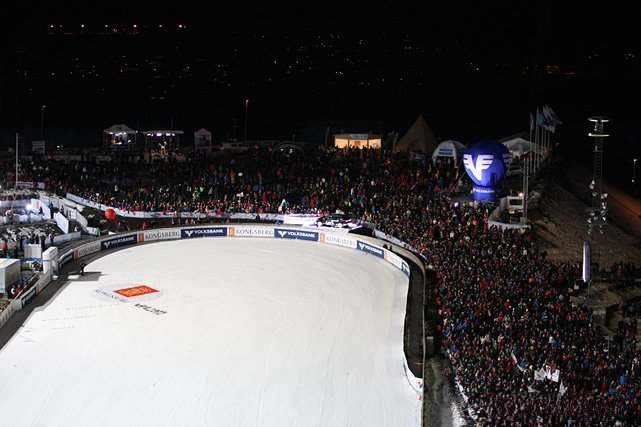
Arena skoczni

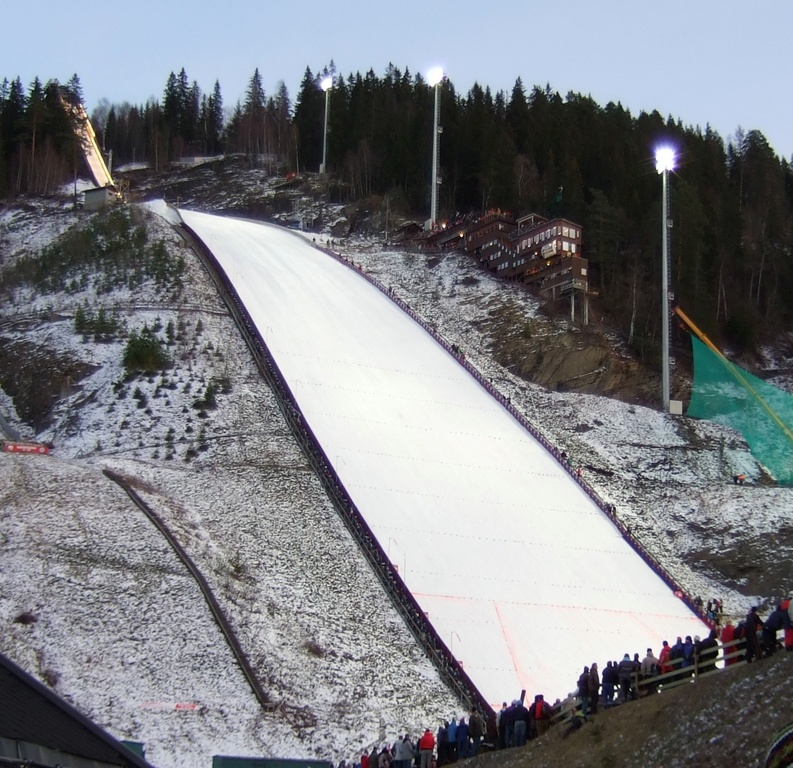
Stara skocznia

Vikersundbakken – mamucia skocznia narciarska o punkcie konstrukcyjnym K-200 i rozmiarze HS-240, zlokalizowana w norweskim Vikersundzie.
Vikersundbakken jest jedyną skocznią mamucią w Skandynawii i jedną z największych skoczni narciarskich na świecie pod względem umiejscowienia rozmiaru skoczni (HS) obok Letalnicy. Sztuczne oświetlenie umożliwia również rozgrywanie wieczornych konkursów. Jedna z czterech skoczni, gdzie jest rozgrywany coroczny turniej Raw Air.
Na skoczni pięciokrotnie odbywały się mistrzostwa świata w lotach narciarskich (1977, 1990, 2000, 2012, 2022).

## Historia

### Przed 2010
W 1936 zainaugrowano pierwszą w tym miejscu skocznię narciarską. Premierowy skok na odległość 86 metrów oddał Reidar Andersen. W latach 1964–1965 trwało powiększenie jej do statusu skoczni mamuciej, a pierwsze zawody po przebudowie odbyły się w marcu 1966. Podczas tych zawodów dwukrotnie rekord świata w długości lotu ustanawiał Bjørn Wirkola, uzyskując kolejno 145 i 146 metrów. Rok później najlepszy na świecie wynik wyśrubował do 154 metrów Reinhold Bachler. Wśród rekordzistów skoczni był m.in. Piotr Fijas – w 1986 wylądował na 163. metrze, a jego rekord przetrwał do mistrzostw świata w lotach w 1990, kiedy to Matti Nykänen oraz mistrz świata z tego obiektu Dieter Thoma uzyskali po 171 metrów. Przed światowym czempionatem w 2000 obiekt został ponownie powiększony i wyprofilowany na skocznię o punkcie konstrukcyjnym umiejscowionym na 185. metrze. Pierwszy ponad 200-metrowy lot na tej skoczni oddał Tom Aage Aarnes, który podczas testów skoczni przed mistrzostwami uzyskał 204 metry. Mistrzem świata w lotach został Sven Hannawald, który w odwołanej serii konkursowej uzyskał 214 metrów (podparł ten skok), natomiast jego najdłuższy skok w trzyseryjnym konkursie rozegranym 14 lutego wyniósł 196,5 metra. Podczas zawodów Pucharu Kontynentalnego w 2004 na tej skoczni Roland Müller ustał skok na odległość 219 metrów. W 2009 podczas drużynowych zawodów Pucharu Świata Harri Olli wyrównał ten wynik, zostając jednocześnie samodzielnym oficjalnym rekordzistą tego obiektu. Podczas tego samego konkursu Gregor Schlierenzauer uzyskał 224 metry z upadkiem przy lądowaniu.

### Przebudowa (2010/2011) i rekord świata
Latem 2010 rozpoczęła się przebudowa skoczni. W pierwszej kolejności, 27 maja 2010, został zburzony stary drewniany rozbieg. Nowa skocznia została względem starej delikatnie obrócona w lewo. Po przebudowie rozmiar skoczni wynosił 225 metrów, przez co obiekt wówczas stał się największym na świecie (w związku ze zmianami FIS w 2017 punkt HS przesunięto na 240. metr). Modernizacja kosztowała 80 milionów koron. Projekt skoczni opracował Janez Gorišek wspólnie z synem Sebastjanem (obaj są odpowiedzialni też za projekt przebudowy Letalnicy i Kulm).
Oficjalne otwarcie skoczni po modernizacji miało miejsce 9 lutego 2011. Pierwszy skok oddał Vegard Swensen, który wylądował na 162 metrze. Najdłuższe skoki tego dnia oddali Jon Aaraas (219 m) i Andreas Vilberg (218 m).
Pierwsze zawody Pucharu Świata na nowym obiekcie rozegrane zostały 12 lutego 2011. 11 lutego 2011, w trakcie treningu przed zawodami, Johan Remen Evensen skoczył 243 m, co było nieoficjalnym rekordem świata i pierwszym ustanym skokiem w historii na odległość powyżej 240 m. Tego samego dnia, podczas kwalifikacji, padł kolejny rekord – ten sam zawodnik uzyskał 246,5 metra.
Latem 2011 dokonano modernizacji rozbiegu i dolnej części zeskoku skoczni. Zbudowano też nową poczekalnię dla skoczków nad rozbiegiem. Z kolei latem 2014 lekko zmodyfikowano zeskok za punktem K, który został przesunięty z odległości 195 m na 200 m.

### Przekroczenie 250 metrów
14 lutego 2015 Peter Prevc pobił nieoficjalny rekord świata Johana Remena Evensena, skacząc 250 metrów, co było pierwszym w historii przypadkiem skoku na granicę ćwierć kilometra. Dzień później rekord ten poprawił Anders Fannemel, uzyskując 251,5 metra. Wcześniej, tego samego dnia, 254 metry uzyskał Dmitrij Wasiljew, jednak nie ustał skoku, w związku z czym wynik ten nie został uznany za rekord. Były to pierwsze w historii skoki powyżej 250 metrów.
18 marca 2017, podczas konkursu drużynowego, rekord skoczni był poprawiany – najpierw przez Roberta Johanssona, który uzyskał 252 m, a następnie przez Stefana Krafta, który oddał skok na odległość 253,5 m.

### Pomniejszenie
Jesienią 2018 na polecenie Międzynarodowej Federacji Narciarskiej przemodelowano zeskok skoczni, gdyż nie spełniała ona w ówczesnym kształcie wymogów homologacyjnych. Skutkowało to pewnym ograniczeniem możliwości dalekich skoków. Najdłuższy skok od momentu modyfikacji obiektu oddał Stefan Kraft, który 18 marca 2023 w serii próbnej przed konkursem Pucharu Świata podparł skok na odległość 249 metrów. Najdłuższy skok bez dotknięcia zeskoku oddał 17 marca 2024 Daniel Huber, uzyskując 247,5 m w konkursie PŚ.

## Parametry skoczni
- Punkt konstrukcyjny: 200 m
- Wielkość skoczni (HS): 240 m
- Długość najazdu: 129,76 m
- Nachylenie najazdu: 36°
- Długość progu: 8,00 m
- Nachylenie progu: 10,5°
- Wysokość progu: 2,64 m
- Nachylenie zeskoku: 34,340°

## Lista podiów w konkursach mężczyzn (Pucharu Świata,Pucharu KontynentalnegoiMŚwLN)
| Data              | Skocznia | Zawody   | 1. miejsce                                                                         | 2. miejsce                                                                | 3. miejsce                                                                            |
| ----------------- | -------- | -------- | ---------------------------------------------------------------------------------- | ------------------------------------------------------------------------- | ------------------------------------------------------------------------------------- |
| 18 lutego 1977    | K-150    | MŚwLN    | Walter Steiner                                                                     | Toni Innauer                                                              | Henry Glaß                                                                            |
| 2 marca 1980      | K-155    | PŚ       | Per Bergerud                                                                       | Stanisław Bobak                                                           | Ján Tánczos                                                                           |
| 18 lutego 1983    | K-155    | PŚ       | Matti Nykänen                                                                      | Pavel Ploc                                                                | Hans Wallner                                                                          |
| 19 lutego 1983    | K-155    | PŚ       | Matti Nykänen                                                                      | Horst Bulau                                                               | Tuomo Ylipulli                                                                        |
| 20 lutego 1983    | K-155    | PŚ       | Matti Nykänen                                                                      | Olav Hansson                                                              | Pavel Ploc                                                                            |
| 15 lutego 1986    | K-155    | PŚ       | Andreas Felder                                                                     | Matti Nykänen                                                             | Piotr Fijas                                                                           |
| 16 lutego 1986    | K-155    | PŚ       | Andreas Felder                                                                     | Ernst Vettori                                                             | Matti Nykänen                                                                         |
| 25 lutego 1990    | K-175    | MŚwLN    | Dieter Thoma                                                                       | Matti Nykänen                                                             | Jens Weißflog                                                                         |
| 20 marca 1993     | K-175    | PŚ       | zawody odwołane                                                                    | zawody odwołane                                                           | zawody odwołane                                                                       |
| 21 marca 1993     | K-175    | PŚ       | zawody odwołane                                                                    | zawody odwołane                                                           | zawody odwołane                                                                       |
| 18 lutego 1995    | K-175    | PŚ       | Andreas Goldberger                                                                 | Takanobu Okabe                                                            | Lasse Ottesen                                                                         |
| 19 lutego 1995    | K-175    | PŚ       | Andreas Goldberger                                                                 | Takanobu Okabe                                                            | Roberto Cecon                                                                         |
| 28 lutego 1998    | K-175    | PŚ       | zawody przełożone na następny dzień, z powodu zbyt silnego wiatru                  | zawody przełożone na następny dzień, z powodu zbyt silnego wiatru         | zawody przełożone na następny dzień, z powodu zbyt silnego wiatru                     |
| 1 marca 1998      | K-175    | PŚ       | Andreas Widhölzl                                                                   | Sven Hannawald                                                            | Akira Higashi                                                                         |
| 1 marca 1998      | K-175    | PŚ       | Takanobu Okabe                                                                     | Hiroya Saitō                                                              | Noriaki Kasai                                                                         |
| 12–13 lutego 2000 | K-185    | MŚwLN    | data początkowa; zawody przeniesione na 14 lutego z powodu silnego wiatru          | data początkowa; zawody przeniesione na 14 lutego z powodu silnego wiatru | data początkowa; zawody przeniesione na 14 lutego z powodu silnego wiatru             |
| 14 lutego 2000    | K-185    | MŚwLN    | Sven Hannawald                                                                     | Andreas Widhölzl                                                          | Janne Ahonen                                                                          |
| 6 marca 2004      | K-185    | PK       | Roland Müller                                                                      | Olav Magne Dønnem                                                         | Balthasar Schneider                                                                   |
| 7 marca 2004      | K-185    | PK       | Roland Müller                                                                      | Balthasar Schneider                                                       | Martin Koch                                                                           |
| 13 stycznia 2007  | HS 207   | PŚ       | Anders Jacobsen                                                                    | Thomas Morgenstern                                                        | Matti Hautamäki                                                                       |
| 14 stycznia 2007  | HS 207   | PŚ       | zawody odwołane                                                                    | zawody odwołane                                                           | zawody odwołane                                                                       |
| 14 marca 2009     | HS 207   | PŚ-D     | Austria Martin Koch Wolfgang Loitzl Thomas Morgenstern Gregor Schlierenzauer       | Finlandia Matti Hautamäki Kalle Keituri Ville Larinto Harri Olli          | Norwegia Johan Remen Evensen Bjørn Einar Romøren Anders Bardal Anders Jacobsen        |
| 15 marca 2009     | HS 207   | PŚ       | Gregor Schlierenzauer                                                              | Simon Ammann                                                              | Dmitrij Wasiljew                                                                      |
| 12 lutego 2011    | HS 225   | PŚ       | Johan Remen Evensen, Gregor Schlierenzauer                                         |                                                                           | Simon Ammann                                                                          |
| 13 lutego 2011    | HS 225   | PŚ       | Gregor Schlierenzauer                                                              | Johan Remen Evensen                                                       | Adam Małysz                                                                           |
| 25 lutego 2012    | HS 225   | MŚwLN-I  | Robert Kranjec                                                                     | Rune Velta                                                                | Martin Koch                                                                           |
| 26 lutego 2012    | HS 225   | MŚwLN-D  | Austria Thomas Morgenstern Andreas Kofler Gregor Schlierenzauer Martin Koch        | Niemcy Andreas Wank Richard Freitag Maximilian Mechler Severin Freund     | Słowenia Jernej Damjan Jurij Tepeš Jure Šinkovec Robert Kranjec                       |
| 26 lutego 2013    | HS 225   | PŚ       | Gregor Schlierenzauer                                                              | Simon Ammann                                                              | Robert Kranjec                                                                        |
| 27 lutego 2013    | HS 225   | PŚ       | Robert Kranjec                                                                     | Michael Neumayer                                                          | Gregor Schlierenzauer                                                                 |
| 14 lutego 2015    | HS 225   | PŚ       | Peter Prevc                                                                        | Anders Fannemel                                                           | Noriaki Kasai                                                                         |
| 15 lutego 2015    | HS 225   | PŚ       | Severin Freund                                                                     | Anders Fannemel                                                           | Johann André Forfang                                                                  |
| 12 lutego 2016    | HS 225   | PŚ       | Robert Kranjec                                                                     | Kenneth Gangnes                                                           | Noriaki Kasai                                                                         |
| 13 lutego 2016    | HS 225   | PŚ       | Peter Prevc                                                                        | Johann André Forfang                                                      | Robert Kranjec                                                                        |
| 14 lutego 2016    | HS 225   | PŚ       | Peter Prevc                                                                        | Stefan Kraft                                                              | Andreas Stjernen                                                                      |
| 18 marca 2017     | HS 225   | PŚ-D; RA | Norwegia Daniel-André Tande Robert Johansson Johann André Forfang Andreas Stjernen | Polska Piotr Żyła Dawid Kubacki Maciej Kot Kamil Stoch                    | Austria Michael Hayböck Manuel Fettner Gregor Schlierenzauer Stefan Kraft             |
| 19 marca 2017     | HS 225   | PŚ; RA   | Kamil Stoch                                                                        | Noriaki Kasai                                                             | Michael Hayböck                                                                       |
| 17 marca 2018     | HS 240   | PŚ-D; RA | Norwegia Daniel-André Tande Johann André Forfang Andreas Stjernen Robert Johansson | Polska Piotr Żyła Stefan Hula Dawid Kubacki Kamil Stoch                   | Słowenia Domen Prevc Jernej Damjan Tilen Bartol Peter Prevc                           |
| 18 marca 2018     | HS 240   | PŚ; RA   | Robert Johansson                                                                   | Andreas Stjernen                                                          | Daniel-André Tande                                                                    |
| 16 marca 2019     | HS 240   | PŚ-D; RA | Słowenia Anže Semenič Peter Prevc Domen Prevc Timi Zajc                            | Niemcy Constantin Schmid Richard Freitag Karl Geiger Markus Eisenbichler  | Austria Michael Hayböck Philipp Aschenwald Daniel Huber Stefan Kraft                  |
| 17 marca 2019     | HS 240   | PŚ; RA   | Domen Prevc                                                                        | Ryōyū Kobayashi                                                           | Stefan Kraft                                                                          |
| 14 marca 2020     | HS 240   | PŚ-D; RA | zawody odwołane ze względu na zagrożenie epidemiologiczne                          | zawody odwołane ze względu na zagrożenie epidemiologiczne                 | zawody odwołane ze względu na zagrożenie epidemiologiczne                             |
| 15 marca 2020     | HS 240   | PŚ-I; RA | zawody odwołane ze względu na zagrożenie epidemiologiczne                          | zawody odwołane ze względu na zagrożenie epidemiologiczne                 | zawody odwołane ze względu na zagrożenie epidemiologiczne                             |
| 20 marca 2021     | HS 240   | PŚ-D; RA | zawody odwołane ze względu na zagrożenie epidemiologiczne                          | zawody odwołane ze względu na zagrożenie epidemiologiczne                 | zawody odwołane ze względu na zagrożenie epidemiologiczne                             |
| 21 marca 2021     | HS 240   | PŚ-I; RA | zawody odwołane ze względu na zagrożenie epidemiologiczne                          | zawody odwołane ze względu na zagrożenie epidemiologiczne                 | zawody odwołane ze względu na zagrożenie epidemiologiczne                             |
| 11–12 marca 2022  | HS 240   | MŚwLN-I  | Marius Lindvik                                                                     | Timi Zajc                                                                 | Stefan Kraft                                                                          |
| 13 marca 2022     | HS 240   | MŚwLN-D  | Słowenia Domen Prevc Peter Prevc Timi Zajc Anže Lanišek                            | Niemcy Severin Freund Andreas Wellinger Markus Eisenbichler Karl Geiger   | Norwegia Johann André Forfang Daniel-André Tande Halvor Egner Granerud Marius Lindvik |
| 18 marca 2023     | HS 240   | PŚ; RA   | Halvor Egner Granerud                                                              | Stefan Kraft                                                              | Daniel Tschofenig                                                                     |
| 19 marca 2023     | HS 240   | PŚ; RA   | Stefan Kraft                                                                       | Halvor Egner Granerud                                                     | Anže Lanišek                                                                          |
| 17 marca 2024     | HS 240   | PŚ; RA   | Stefan Kraft                                                                       | Daniel Huber                                                              | Domen Prevc                                                                           |
| 17 marca 2024     | HS 240   | PŚ; RA   | Daniel Huber                                                                       | Stefan Kraft                                                              | Timi Zajc                                                                             |
| 15 marca 2025     | HS 240   | PŚ; RA   | Andreas Wellinger                                                                  | Timi Zajc                                                                 | Anže Lanišek                                                                          |
| 16 marca 2025     | HS 240   | PŚ; RA   | Domen Prevc                                                                        | Andreas Wellinger                                                         | Ryōyū Kobayashi                                                                       |

* MŚwLN – Mistrzostwa Świata w Lotach Narciarskich; PŚ – Puchar Świata; PK – Puchar Kontynentalny; D – konkurs drużynowy; I – konkurs indywidualny, RA – Raw Air

## Lista podiów w konkursach kobiet
| Data          | Skocznia | Zawody | 1. miejsce                                                       | 2. miejsce                                                       | 3. miejsce                                                       |
| ------------- | -------- | ------ | ---------------------------------------------------------------- | ---------------------------------------------------------------- | ---------------------------------------------------------------- |
| 19 marca 2023 | HS 240   | RA     | Ema Klinec                                                       | Silje Opseth                                                     | Yūki Itō                                                         |
| 16 marca 2024 | HS 240   | PŚ; RA | Zawody odwołane z powodu niekorzystnych warunków atmosferycznych | Zawody odwołane z powodu niekorzystnych warunków atmosferycznych | Zawody odwołane z powodu niekorzystnych warunków atmosferycznych |
| 17 marca 2024 | HS 240   | PŚ; RA | Eirin Maria Kvandal                                              | Silje Opseth                                                     | Ema Klinec                                                       |
| 15 marca 2025 | HS 240   | RA     | Nika Prevc                                                       | Ema Klinec                                                       | Selina Freitag                                                   |
| 16 marca 2025 | HS 240   | PŚ; RA | Zawody odwołane z powodu niekorzystnych warunków atmosferycznych | Zawody odwołane z powodu niekorzystnych warunków atmosferycznych | Zawody odwołane z powodu niekorzystnych warunków atmosferycznych |

## Rekordziści skoczni

### Mężczyźni
| Data             | Zawodnik            | Odległość | Zawody                   |
| ---------------- | ------------------- | --------- | ------------------------ |
| luty 1936        | Hilmar Myhra        | 85,0 m    | brak danych              |
| 17 lutego 1946   | Arnholdt Kongsgård  | 87,5 m    | brak danych              |
| 14 marca 1948    | Arnholdt Kongsgård  | 88,5 m    | brak danych              |
| 14 marca 1948    | Evert Karlsson      | 88,5 m    | brak danych              |
| 18 lutego 1951   | Arnholdt Kongsgård  | 98,0 m    | brak danych              |
| 18 lutego 1951   | Arne Hoel           | 98,0 m    | brak danych              |
| 10 marca 1957    | Arne Hoel           | 100,5 m   | brak danych              |
| 15 marca 1958    | Asbjørn Osnes       | 108,5 m   | brak danych              |
| 27 marca 1960    | Markku Maatela      | 115,0 m   | brak danych              |
| 27 marca 1960    | Paavo Lukkariniemi  | 116,5 m   | brak danych              |
| marzec 1966      | Bjørn Wirkola       | 145,0 m   | brak danych              |
| 13 marca 1966    | Bjørn Wirkola       | 146,0 m   | brak danych              |
| 12 marca 1967    | Reinhold Bachler    | 154,0 m   | brak danych              |
| 20 lutego 1977   | František Novák     | 157,0 m   | MŚ w Lotach Narciarskich |
| 15 lutego 1986   | Piotr Fijas         | 163,0 m   | Puchar Świata            |
| 25 lutego 1990   | Matti Nykänen       | 171,0 m   | MŚ w Lotach Narciarskich |
| 25 lutego 1990   | Dieter Thoma        | 171,0 m   | MŚ w Lotach Narciarskich |
| 18 lutego 1995   | Lasse Ottesen       | 175,0 m   | Puchar Świata            |
| 18 lutego 1995   | Andreas Goldberger  | 179,0 m   | Puchar Świata            |
| 19 lutego 1995   | Janne Ahonen        | 187,0 m   | Puchar Świata            |
| 19 lutego 1995   | Andreas Goldberger  | 188,0 m   | Puchar Świata            |
| 1 marca 1998     | Frode Håre          | 192,5 m   | Puchar Świata            |
| 1 marca 1998     | Takanobu Okabe      | 194,0 m   | Puchar Świata            |
| 11 lutego 2000   | Andreas Goldberger  | 207,0 m   | MŚ w Lotach Narciarskich |
| 6 marca 2004     | Olav Magne Dønnem   | 214,0 m   | Puchar Kontynentalny     |
| 6 marca 2004     | Roland Müller       | 219,0 m   | Puchar Kontynentalny     |
| 12 stycznia 2007 | Michael Uhrmann     | 214,5 m   | Puchar Świata            |
| 14 marca 2009    | Martin Koch         | 216,5 m   | Puchar Świata            |
| 14 marca 2009    | Harri Olli          | 219,0 m   | Puchar Świata            |
| 9 lutego 2011    | Jon Aaraas          | 219,0 m   | otwarcie skoczni         |
| 11 lutego 2011   | Daiki Itō           | 220,0 m   | Puchar Świata            |
| 11 lutego 2011   | Johan Remen Evensen | 243,0 m   | Puchar Świata            |
| 11 lutego 2011   | Johan Remen Evensen | 246,5 m   | Puchar Świata            |
| 14 lutego 2015   | Peter Prevc         | 250,0 m   | Puchar Świata            |
| 15 lutego 2015   | Anders Fannemel     | 251,5 m   | Puchar Świata            |
| 18 marca 2017    | Robert Johansson    | 252,0 m   | Puchar Świata (Raw Air)  |
| 18 marca 2017    | Stefan Kraft        | 253,5 m   | Puchar Świata (Raw Air)  |

### Kobiety
| Data          | Zawodnik            | Odległość | Zawody                                         |
| ------------- | ------------------- | --------- | ---------------------------------------------- |
| 1998          | Eva Ganster         | 168,0 m   |                                                |
| 6 marca 2004  | Anette Sagen        | 171,0 m   |                                                |
| 5 marca 2004  | Lindsey Van         | 171,0 m   |                                                |
| 6 marca 2004  | Anette Sagen        | 174,5 m   |                                                |
| 7 marca 2004  | Helena Olsson Smeby | 174,5 m   |                                                |
| 18 marca 2023 | Yūki Itō            | 182,0 m   | Raw Air; trening                               |
| 18 marca 2023 | Alexandria Loutitt  | 186,5 m   | Raw Air; trening                               |
| 18 marca 2023 | Silje Opseth        | 186,5 m   | Raw Air; trening                               |
| 18 marca 2023 | Yūki Itō            | 191,5 m   | Raw Air; trening                               |
| 18 marca 2023 | Maren Lundby        | 199,0 m   | Raw Air; trening                               |
| 18 marca 2023 | Ema Klinec          | 203,0 m   | Raw Air; trening                               |
| 18 marca 2023 | Maren Lundby        | 212,5 m   | Raw Air; trening                               |
| 18 marca 2023 | Alexandria Loutitt  | 222,0 m   | Raw Air; trening                               |
| 19 marca 2023 | Ema Klinec          | 226,0 m   | Raw Air                                        |
| 17 marca 2024 | Silje Opseth        | 230,5 m   | Puchar Świata (Raw Air)                        |
| 14 marca 2025 | Nika Prevc          | 236,0 m   | Puchar Świata (Raw Air); treningi (dwukrotnie) |

## Wyniki mistrzostw świata w lotach narciarskich w Vikersund
| Rok  | Konkurs | Złoto                                                                                   | Srebro                                                                              | Brąz                                                                                              |
| ---- | ------- | --------------------------------------------------------------------------------------- | ----------------------------------------------------------------------------------- | ------------------------------------------------------------------------------------------------- |
| 1977 | ind.    | Walter Steiner                                                                          | Toni Innauer                                                                        | Henry Glaß                                                                                        |
| 1990 | ind.    | Dieter Thoma                                                                            | Matti Nykänen                                                                       | Jens Weißflog                                                                                     |
| 2000 | ind.    | Sven Hannawald                                                                          | Andreas Widhölzl                                                                    | Janne Ahonen                                                                                      |
| 2012 | ind.    | Robert Kranjec                                                                          | Rune Velta                                                                          | Martin Koch                                                                                       |
| 2012 | druż.   | Austria 1. Thomas Morgenstern 2. Andreas Kofler 3. Gregor Schlierenzauer 4. Martin Koch | Niemcy 1. Andreas Wank 2. Richard Freitag 3. Maximilian Mechler 4. Severin Freund   | Słowenia 1. Jernej Damjan 2. Jurij Tepeš 3. Jure Šinkovec 4. Robert Kranjec                       |
| 2022 | ind.    | Marius Lindvik                                                                          | Timi Zajc                                                                           | Stefan Kraft                                                                                      |
| 2022 | druż.   | Słowenia 1. Domen Prevc 2. Peter Prevc 3. Timi Zajc 4. Anže Lanišek                     | Niemcy 1. Severin Freund 2. Andreas Wellinger 3. Markus Eisenbichler 4. Karl Geiger | Norwegia 1. Johann André Forfang 2. Daniel-André Tande 3. Halvor Egner Granerud 4. Marius Lindvik |